# 린선 사원
린선사(베트남어: Chùa Linh Sơn / 靈山寺)는 베트남 럼동성 달랏에 있는 주목할만한 불교 사원이다.

## 개요
린선 사원은 달랏 중앙에서 북서쪽으로 약 700m 떨어진 2방의 응우옌 반쪼이 거리 120번지에 있는 작은 언덕 위에 있다. 사원은 1938년에 지어졌으며 1940년에 완공되었다. 이 건물은 일반인도 자금을 지원했지만, 보딘즈엉과 응우옌 반띠엔이라는 이름을 가진 평신도 두 명이 가장 많은 기부금을 냈다.
사원에 들어가면 방문객들은 줄지어 늘어선 소나무와 마주친다. 안뜰의 바로 앞에는 동정의 보살인 성관음상이 연화대에 서 있다. 조각상의 왼쪽에는 팔각탑이 있는데 높이가 총 3m인 3층 높이이다. 오른쪽에는 녹색 잔디밭 한가운데에 맑은 물, 꽃, 금붕어가 노닐고 있는 연못이 있다. 이곳에는 여러 종류의 다른 식물들로 장식되어 있다. 양쪽에는 본당으로 향하는 12계단의 입구가 있으며, 이곳에는 달마의 보호와 부처의 가르침을 나타내는 두 개의 용모양 동상이 있다.
사원은 고전적인 아시아 스타일의 건축물로 지어졌으며 간단한 윤곽과 형태를 가지고 있다. 사원의 두 모퉁이에는 사원의 지붕을 응시하는 용 조각상이 있다. 성전의 곳곳에 여러 개의 안내문이 표시되어 있다.
본당 중앙에는 청동으로 만든 무게 1250kg의 고타마 붓다 조각상이 연화대 위에 있다. 이 동상은 1952년에 주조되었으며 베트남의 불교 총본산인 틱띤키엣에 의해 제작되었다.
린선 사원이 문을 연 이후 주지를 맡은 스님은 틱찌투(1940), 틱지우호앙(1940 ~ 1947), 틱뚜만(1947 ~ 1952), 틱빅응우옌(1952–1964), 틱뚜만(1964)이다.
현재 럼동성 불교 협회 이사회의 사무실이 이 사원에 있다. 린선 사원은 20세기에 지어졌기 때문에 다른 사원이 가진 역사성은 부족하지만, 우아한 본성과 미적 매력으로 관광 리조트 타운 달랏의 주요 명소 중 하나가 되었다. 특히 봄에 방문객, 불교도와 일반 관광객 모두에게 인기가 있다.
큰 종은 청동 합금에 금박을 해 두었는데, 너무 무거워 도둑이 운반해 가지 못한 것으로 유명세를 치른 적이 있다. 사원에는 또한 다양한 차와 커피 공장이 있으며, 승가에서 관리한다. 사원에는 약 20명의 승려와 약 6명의 사미가 살고 있다.

## 갤러리

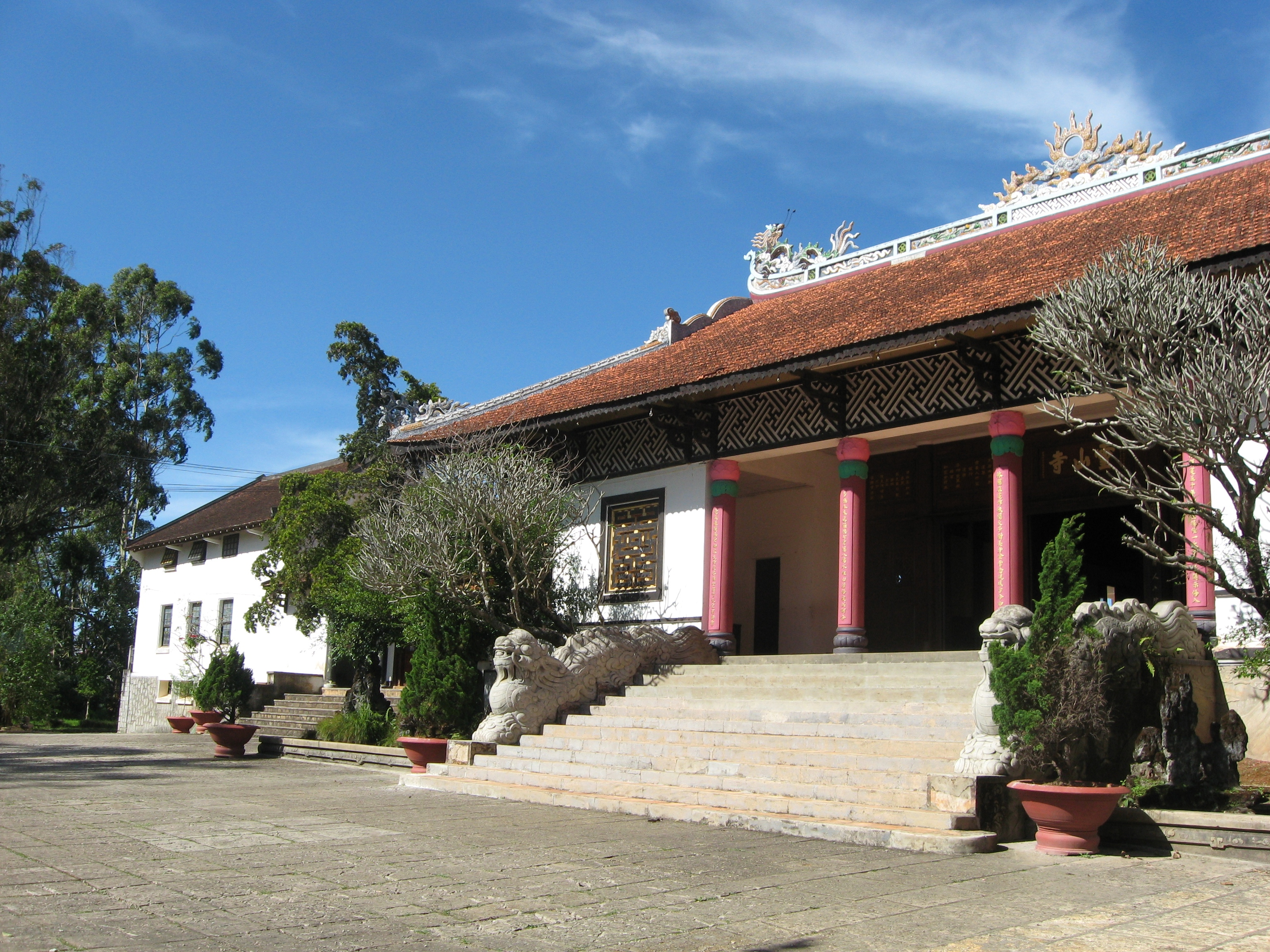
린선사 본당
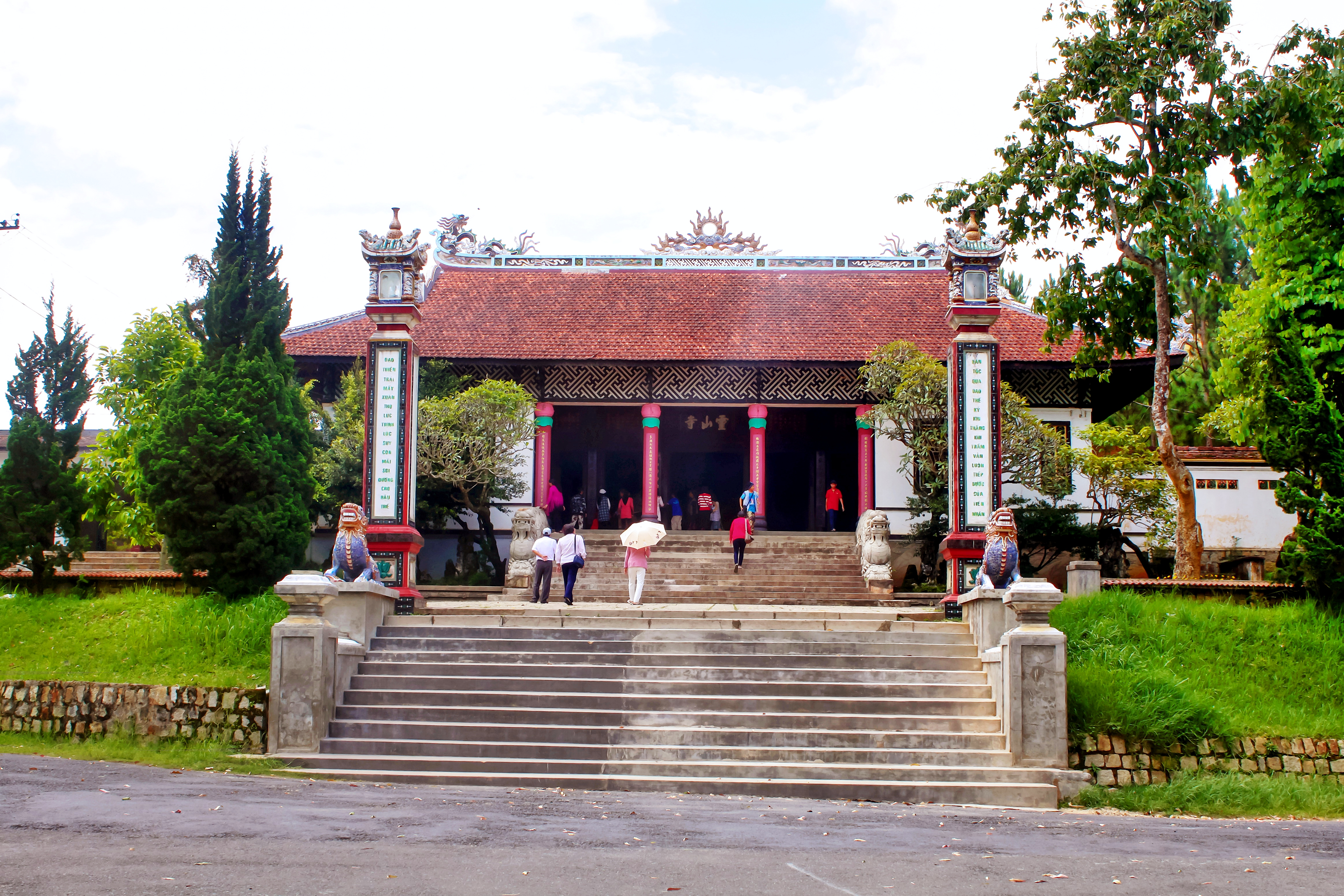
앞면
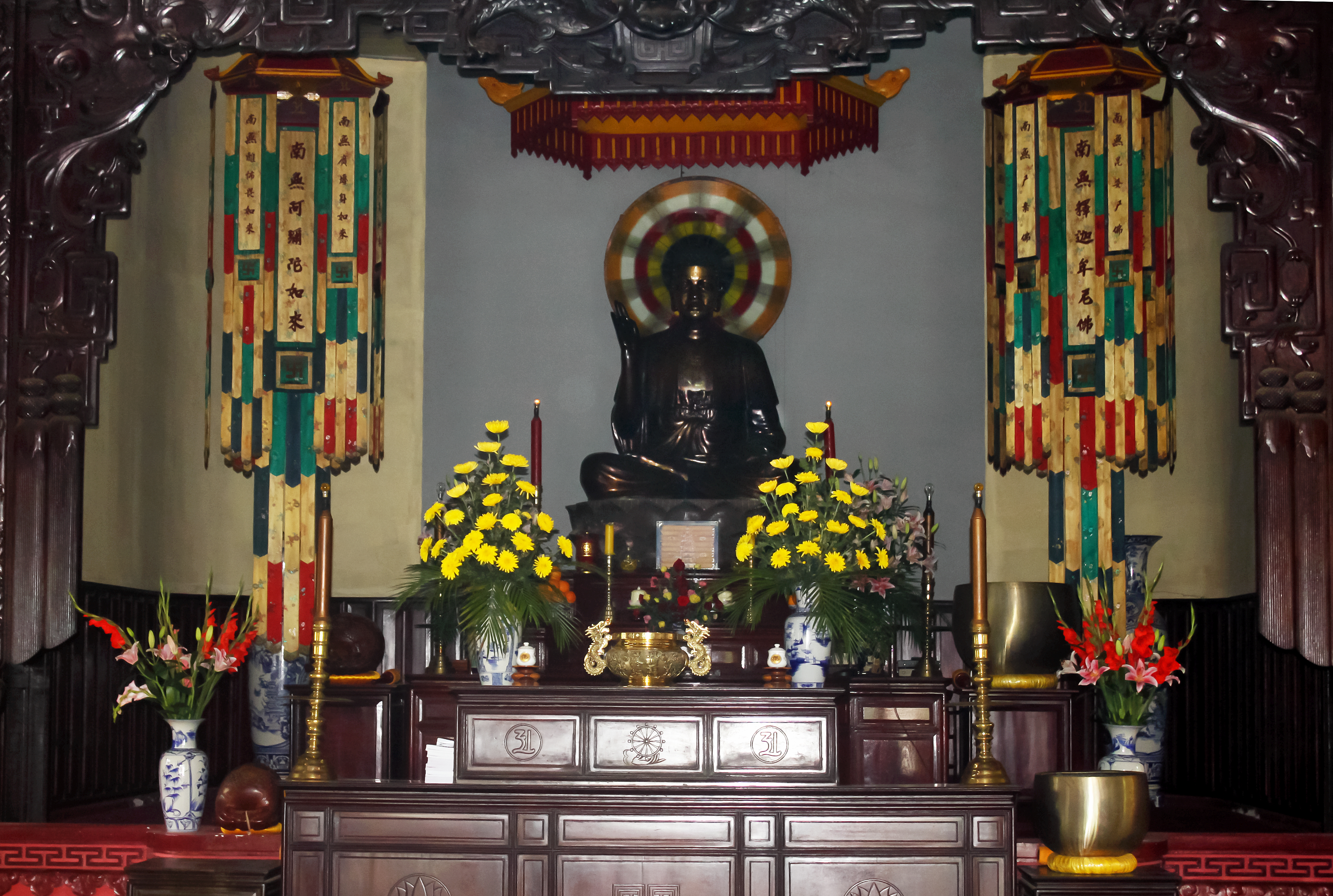
본당에 있는 석가모니
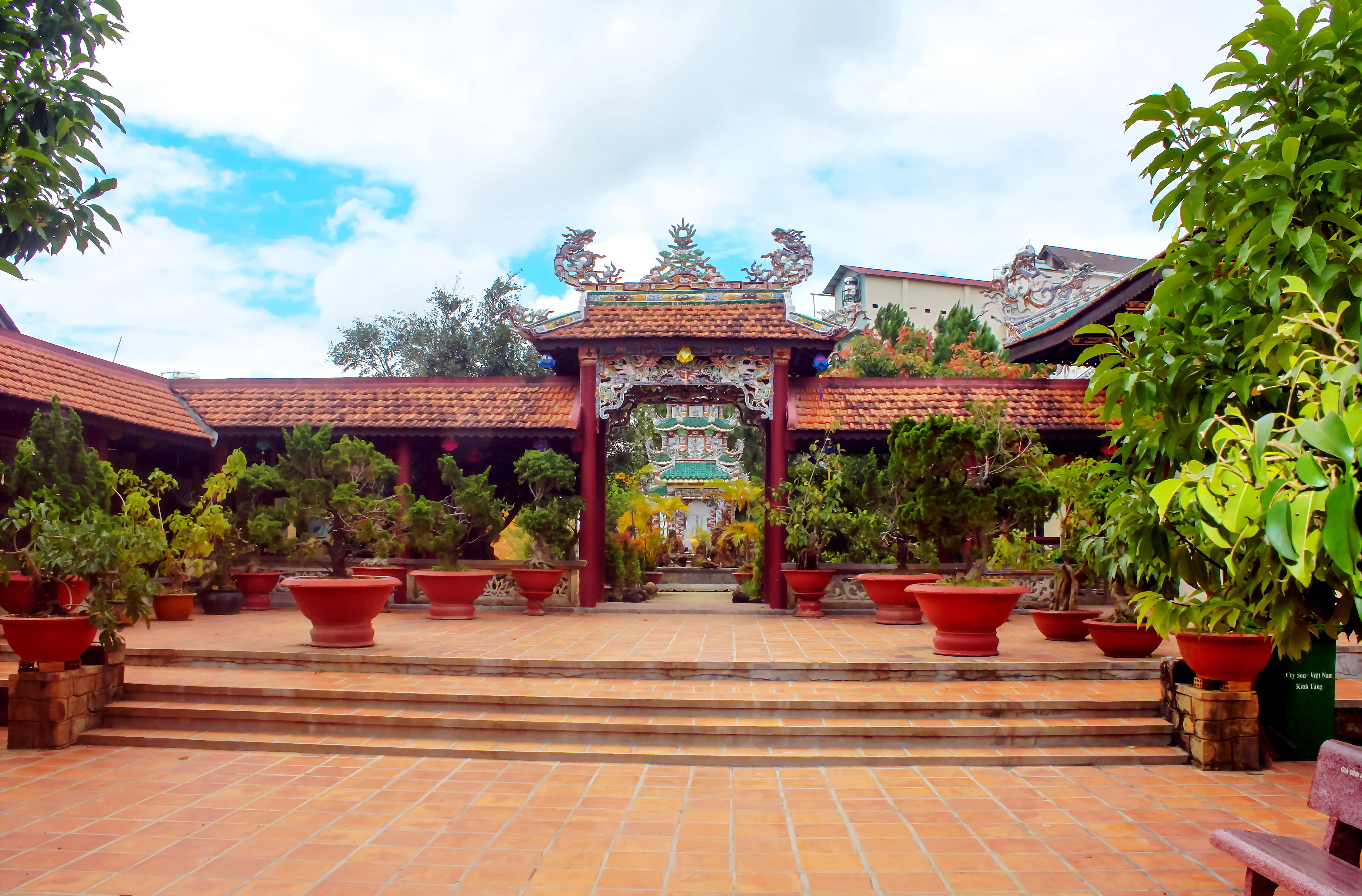
무덤 탑 입구
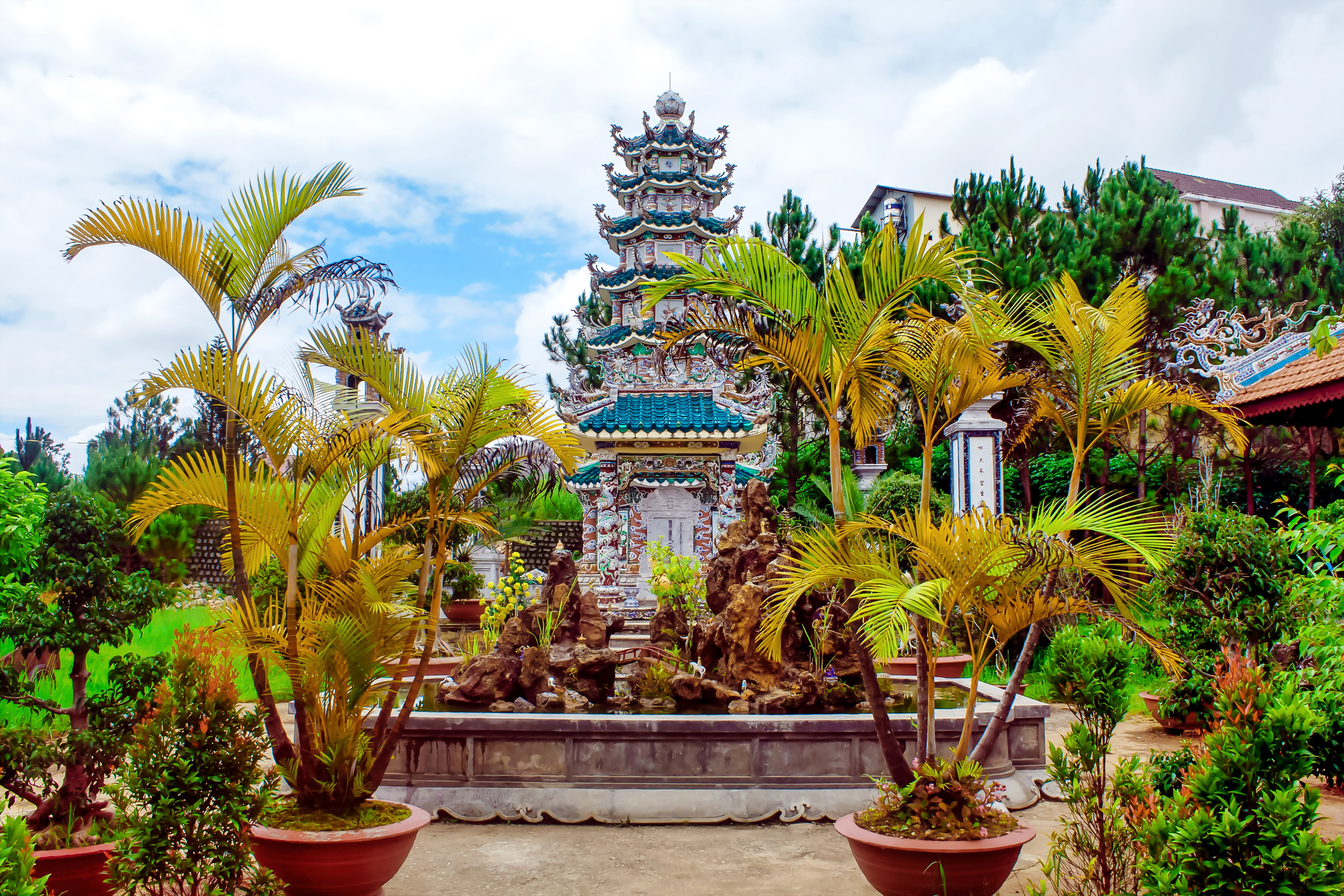
무덤 탑